# Labeotropheus fuelleborni

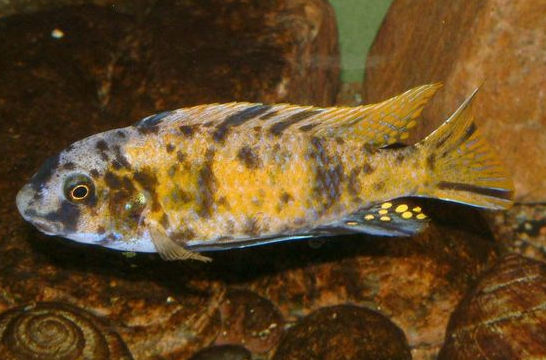
Femella

Labeotropheus fuelleborni és una espècie de peix de la família dels cíclids i de l'ordre dels perciformes que es troba al llac Malawi (Àfrica).

## Morfologia
Els mascles poden assolir 30 cm de longitud total i les femelles 8,7.

## Alimentació
Menja matèria vegetal (incloent-hi algues), cucs, crustacis i insectes.

## Hàbitat
És una espècie de clima tropical entre 22 °C-25 °C de temperatura que viu entre 1-6 m de fondària.